# 斯蒂羅內河
斯蒂羅內河是意大利的河流，位於該國北部艾米利亞-羅馬涅大區，屬於塔拉河的左支流，河道全長55公里，河畔城鎮有菲登扎。

## 外部連結
- Regional Fluvial Park Stirone （英文）